# Суздал
Суздал (на руски: Суздаль) е град (от 1778 г.) в Русия, административен център на Суздалски район, Владимирска област.
Той е град-резерват, част от Владимиро-Суздалския историко-художествен и архитектурен музей-резерват. Включен е в състава на Златния пръстен на Русия.

## География
Разположен е на река Каменка (приток на Нерли), на 26 км от град Владимир. Населението му е 10 535 души през 2010 г.
| 1897 | 1926 | 1959 | 1979 | 1992 |
| ---- | ---- | ---- | ---- | ---- |
| 8    | 6,6  | 10,4 | 11,1 | 12,1 |

## История
Градът е основан през 1024 г. В началото на 12 в. е център на Ростовско-Суздалското княжество. През 1157 г. Андрей Боголюбски премества столицата в гр. Владимир и княжеството започва да се нарича Владимирско-Суздалско. От средата на 13 в. Суздал е столица на самостоятелното Суздалско княжество, а от началото на 14 в. – столица на Суздалско-Нижегородското княжество.
- Суздалският кремъл
- Търговският площад с Воскресенската църква и Търговските галерии

## Известни личности
Родени в Суздал
- Алексей Гастев (1882 – 1939), общественик
- Дмитрий III (1322 – 1383), велик княз
- Михаил I (1145 – 1176), велик княз

Починали в Суздал
- Ефрем Суздалски (1658 – 1712), духовник